# 阿久瓦
阿久瓦（Ajhuwa），是印度北方邦Kaushambi县的一个城镇。总人口14421（2001年）。

## 人口
该地2001年总人口14421人，其中男性7555人，女性6866人；0—6岁人口2524人，其中男1261人，女1263人；识字率49.16%，其中男性为59.14%，女性为38.19%。